# Сейдамет, Джафер
Джафе́р (Джафар) Сейдаме́т, в 1930-е годы принял фамилию Кырыме́р (крымскотат. Cafer Seydamet Qırımer, Джафер Сейдамет Къырымэр, тур. Cafer Seydahmet Kırımer; 1 сентября 1889, Краснокаменка, Ялтинский уезд, Таврическая губерния, Российская империя — 3 апреля 1960, Стамбул, Турция) — российский крымскотатарский политик, идеолог и один из лидеров крымскотатарского народа в начальный период Гражданской войны, военный министр и министр иностранных дел в Директории Н. Челебиджихана и министр иностранных дел Крымского краевого правительства генерала М. А. Сулькевича.

## Биография
Родился в семье зажиточных крестьян. Учился в университете в Стамбуле, где познакомился с Челебиджиханом. В Стамбуле занимался созданием крымскотатарского политического движения, которое затем стало партией «Милли фирка». В 1911 году опубликовал в Стамбуле эссе «Угнетённая крымско-татарская нация в XX веке», после чего российское правительство стало добиваться его ареста по дипломатическим каналам. Из Стамбула выехал в Париж, где обучался на юридическом факультете Сорбонны. В 1914 году вернулся в Россию, окончил Юнкерское училище, выпущен в полк прапорщиком.
После Февральской революции 1917 года Сейдамет участвовал в создании институтов местного самоуправления в Крыму. 25 марта 1917 года состоялось заседание Общекрымского мусульманского собрания, где он был избран временным председателем вакуфной комиссии Мусульманского исполкома.
Был избран членом Всероссийского учредительного собрания от Таврического избирательного округа по списку № 5 Мусисполкома, однако на первое заседание не поехал, уделив внимание текущему моменту в Крыму и справедливо полагая, что работать собранию большевики не дадут.
Участвовал во Всероссийском мусульманском конгрессе. Сотрудничал и краткое время даже редактировал выходившую с июня 1917 года газету «Миллет» — орган Крымусисполкома, а позднее Директории. В начале декабря 1917 года Курултай крымскотатарского народа провозгласил курс на создание Крымской народной республики; в созданной Директории (национальном правительстве) Сейдамет стал военным министром и министром иностранных дел. Русское население Крыма не обратило на это внимания, хотя де-факто Крым около месяца находился под контролем татарского правительства.

В рекреационном зале (евпаторийской гимназии) висел на стене огромный портрет Николая Второго, одетого в мундир кавалергарда, белый с золотом. Бывший император к этому времени находился уже под арестом, вместо него полагалось бы висеть Сейдамету с его неизменной феской. Его превосходительство Джефер Сейдамет занимал пост председателя Директории Крыма, объявившего в 1917 году независимость. Господина председателя поддерживала татарская партия «Милли фирка», ему подчинялся парламент — курултай, поэтому Джефер обладал неоспоримым правом замены своей персоной бывшего российского монарха на крюке гимназического зала, тем более что Крым считался уже «заграницей». Но висел почему-то по-прежнему Николай.— Илья Сельвинский. О, Юность моя.
Вооружённые силы республики фактически состояли из одного кавалерийского полка, хотя в Крыму в то время проживало огромное количество офицеров императорской армии и флота. Генералу Врангелю, находившемуся в тот момент в Крыму, Сейдмает предложил должность командующего войсками, но тот отказался:

По примеру Дона и Украины перед лицом надвигающейся красной волны решили соорганизоваться в лице курултая и крымские татары (…) Преобладала демократическая политика, ярким представителем которой был председатель правительства и военный министр Сейдамет, по примеру господина Керенского также из адвокатов. Сейдамета, кроме демократических элементов, выдвигала ещё и туркофильская группа. В распоряжении правительства имелась и горсточка вооружённой силы — Крымский драгунский полк, укомплектованный крымскими татарами, несколько офицерских рот, кажется, две полевые батареи (…) Политика оказалась окрашена типичной Керенщиной (…) С первых же слов свидания с Сейдаметом я убедился, что нам не по пути.— Пётр Николаевич Врангель. Записки. Книга первая. Глава первая.

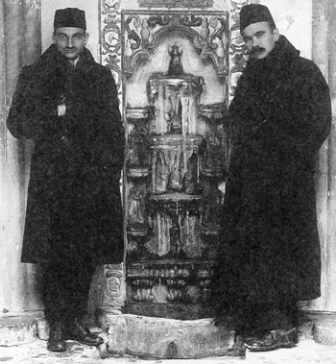
Лидеры крымских татар Джафер Сейдамет и Номан Челебиджихан у Бахчисарайского фонтана. До 1918 года

26 января 1918 года в результате военных столкновений, в которых сильно пострадал Крымский конный полк, большевики свергли крымскотатарское правительство, провозгласив Социалистическую советскую республику Тавриды, Номан Челебиджихан был убит, а Сейдамет бежал в Киев.
В Крыму эти события привели к первой волне красного террора, от которого в основном пострадали люди, никак правительство Сейдамета не поддерживавшие, в том числе множество дворян и офицеров. Захваченных «контрреволюционеров» большевики расстреливали, пытали, топили в море (в проведении террора особенно «отличилась» семья Немич, руководившая казнями в Евпатории).
Строго говоря, этой волны террора могло бы не быть, если бы русские военные, находившиеся в тот период в Крыму, предоставили Сейдамету свою поддержку. Однако этому помешала откровенно протурецкая ориентация политика (при этом Первая мировая война, в которой Турция сражалась против России, формально ещё не кончилась), и щепетильность русских офицеров, многие из которых заплатили жизнью за своё решение.
После апреля 1918 года Сейдамет вернулся в оккупированный германской армией Крым и стал министром иностранных дел в Крымском краевом правительстве генерала М. А. Сулькевича. Вскоре он был отправлен с дипломатической миссией в Берлин, где добивался признания независимости правительства Сулькевича от украинского правительства гетмана П. П. Скоропадского. Во время этих переговоров немцы в ноябре 1918 года отступили из Крыма и с Украины, а правительство Сулькевича было сброшено, после чего Сейдамет уехал в Стамбул.
В 1942 году Сейдамет и Мустеджиб Улькюсал побывали в Берлине, где настаивали на создании национального крымскотатарского правительства в Крыму, однако понимания не нашли и вернулись в Турцию.
В Крым Сейдамет больше не возвращался, скончался в Стамбуле. Написал ряд работ политического и мемуарного характера.

## Труды
- Yirminci Asırda Tatar Milleti Mazlumesi (Угнетенный крымскотатарский народ в XX веке) Стамбул, 1911 (тур.)
- La Crimeé (Крым) Лозанна, 1921 (фр.)
- Krym (Крым) Варшава, 1930 (пол.)
- Rus İnkılâbı (Русская революция) Стамбул, 1930 (тур.)
- Ukrayna ve İstiklal Mücadaleleri (Украина и её борьба за независимость) Стамбул, 1930 (тур.)
- Gaspıralı İsmail Bey (Исмаил Гаспринский) Стамбул, 1934 (тур.)
- Rus Tarihinin İnkılâba, Bolşevizme ve Cihan İnkılâbına sürüklenmesi (Втягивание российской истории в революцию, большевизм и мировую революцию) Стамбул, 1948 (тур.)
- Mefküre ve Türkçülük (Идеология и пантюркизм) Стамбул, 1965 (тур.)
- Unutulmaz Göz Yaşları (Незабываемые слезы) Стамбул, 1975 (тур.)
- Nurlu Kabirler (Сияющие могилы) Стамбул, 1992 (тур.)
- Bazı Hatıralar (Некоторые воспоминания) Стамбул, 1993 (тур.)